# Romancier
Un romancier — au féminin, une romancière — est un écrivain, auteur de romans, bien qu'il puisse également écrire dans d'autres genres de fiction, ou des essais. Certains romanciers sont des professionnels et vivent ainsi de leur plume. D'autres écrivent des romans en complément d'autres activités.

## Étymologie
Le terme romancier dérive du genre littéraire du roman auquel est ajouté le suffixe -ier (pour désigner une personne réalisant un métier). Roman dérive lui-même de l'ancien français romanz et du latin romanice qui désignaient la langue romane. Romancier correspond par ailleurs au romanziere italien ou au romancier allemand mais également au novelist anglais et au novelista espagnol et portugais (provenant quant à eux du latin novellus désignant ce qui est nouveau, neuf).
Toutefois, le terme d'écrivain coexiste souvent avec celui de romancier bien qu'il serve à désigner un auteur au sens plus large du terme.

## Histoire
L'une des premières romancières de l'Histoire serait Murasaki Shikibu, une dame d'honneur à la cour impériale du Japon à Kyoto. Elle écrit Le Dit du Genji vers l'an 1000.

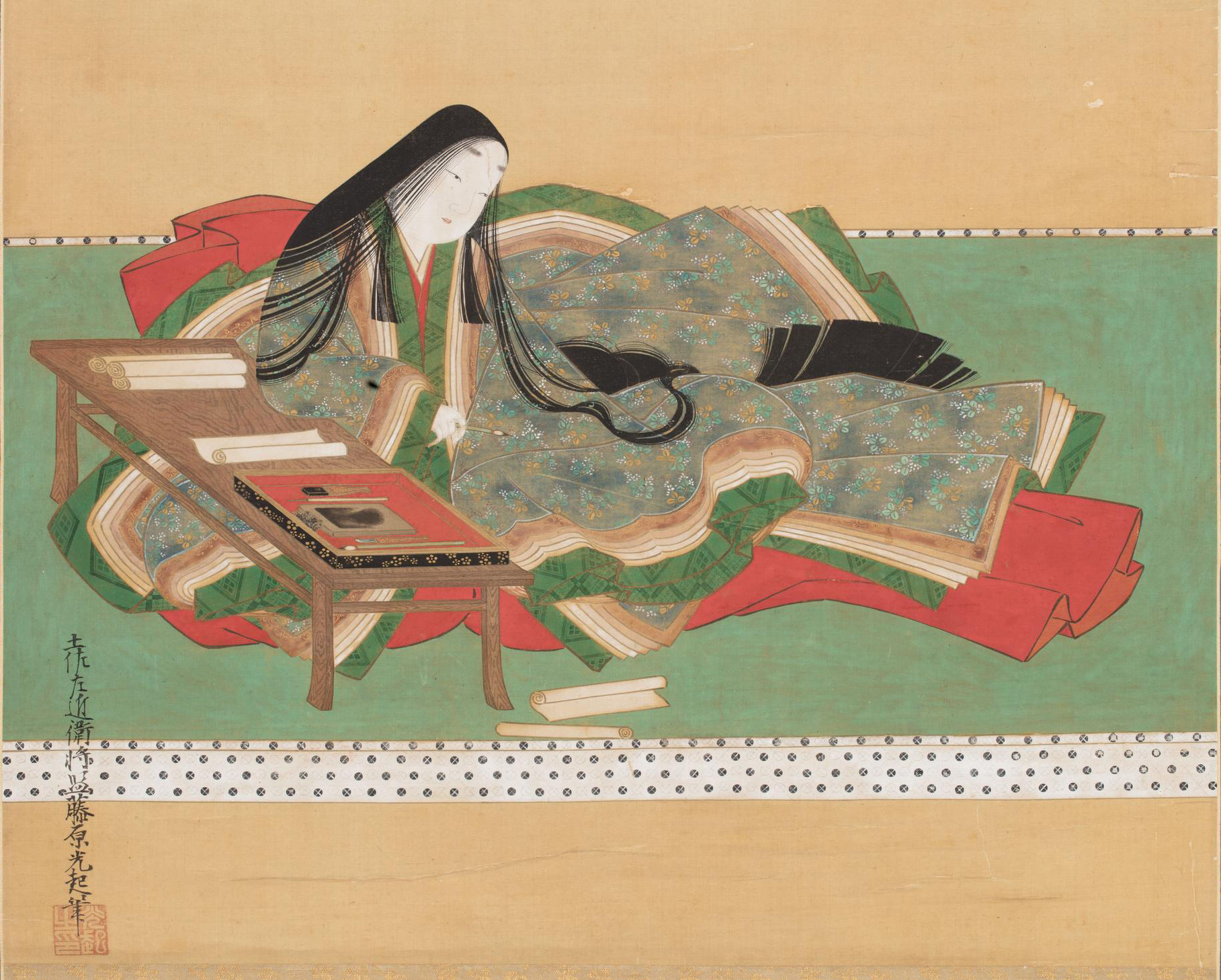
Murasaki Shikibu écrivant Le Dit du Genji, réprésentée par Tosa Mitsuoki.